# Dvärgfetärna
Dvärgfetärna (Gygis microrhyncha) är en vadarfågel i familjen måsfåglar.

## Utbredning och systematik
Fågeln förekommer i Marquesasöarna, Phoenixöarna och Lineöarna i Stilla havet. Den har tidigare kategoriserats som underart till Gygis alba, men urskiljs allt oftare som egen art. Den behandlas som monotypisk, det vill säga att den inte delas in i några underarter.

## Status och hot
Arten har ett stort utbredningsområde och en stor population med stabil utveckling och tros inte vara utsatt för något substantiellt hot. Utifrån dessa kriterier kategoriserar internationella naturvårdsunionen IUCN arten som livskraftig (LC).